# TVチャンピオン2
『TVチャンピオン2』（テレビチャンピオンツー、TV champion2）は、2006年10月19日から2008年9月18日までテレビ東京系列で毎週木曜日19:57 - 20:54 (JST) に放送されていたバラエティ番組である。前身の『TVチャンピオン』を継承している。ハイビジョン制作。2008年9月18日の番組終了後、同年10月16日より元チャンピオン達が出演する『チャンピオンズ〜達人のワザが世界を救う〜』に改題・リニューアルした。

## 番組概要
様々な分野のチャンピオンを決定するというコンセプト等は前番組『TVチャンピオン』とほぼ同じ。ただし、大食いに限り本番組では企画・放送せず、『元祖!大食い王決定戦』で扱う（詳細は同項目および『TVチャンピオン』を参照）。
まず複数の挑戦者をクイズや競技で1名に絞り（STAGE1 - 前番組の第1ラウンド - にあたる。この時、現チャンピオンは立会人として挑戦者の戦いを見届けている）、挑戦権を得た挑戦者が現チャンピオン（前番組のチャンピオンを含む）と1対1で戦い（CHAMPION STAGE ※前番組の決勝ラウンドにあたる）、チャンピオンを決定する。
なお、この番組につなげる実験なのか前番組の最末期に現番組とほぼ同じ流れで、「和菓子職人選手権」を行っている。ちなみに前番組では現チャンピオンも挑戦者も一緒に勝ち残り方式で競技を数ラウンド実施して、チャンピオンを決定するという方式だった。ただし前番組で過去に何度も同じ選手権を放送して複数のチャンピオンがいる場合、企画が大掛かりで1本勝負とする場合、過去に放送したことがない新しい選手権の場合は前番組と同じフォーマットで行う。
この他、放送時間が57分に短縮されたことも受けスタジオゲストや展開予想コーナー、チャンピオンのスタジオ招待が廃止されほぼ全編がロケVTRという形式に変更し、スタジオ部分は大幅に縮小された。
前番組・現番組を通じて全てのチャンピオンは、「CLUB CHAMPION」のメンバーとなる。
なお、競技内容については前番組から継続して行われている競技が多いので、詳細はTVチャンピオン#主な競技を参照の事。
演出面も大きく変更された。テーマ曲やテロップ表示はスポーツ大会を模したようなものになり、各競技を表すアイコンが作られるようになった。出場者のゼッケンは白を基調として上下に色分けのための線を施したデザインになった。前回チャンピオンは基本的にゼッケンの色分けは金色となる（前番組では赤地に金枠であった）。
2008年9月18日の最終回では「和菓子職人選手権」が放送され、CHAMPION STAGEで2名の勝敗を決する審査員を16年半のチャンピオンのうち43組（46名）が務め、高橋が8連覇を達成。最後に「これまで出場した全ての選手にありがとう」というテロップが表示されて番組は幕を閉じた。この回ではその43組のチャンピオンを始めとする過去16年半の名場面も放送された。
2023年12月17日、スタッフが再集結しTVチャンピオン3として復活した。「手先が器用選手権」、「和菓子職人選手権」、「ダンボールアート王選手権」の3つの選手権を開催。

## 出演者

### スタジオMC
- 田中義剛
- 松本明子

※スタジオは冒頭の前説及びエンディングの次回予告部分のみ。

### ステージMC
- 松本明子（スタジオMCと兼任）
- 中村有志
- 辻よしなり
- 原口あきまさ
- 山崎まさや（ジョーダンズ）
- 梶原しげる（ゆるキャラ王選手権）
- レッド吉田（TIM）
- 梅田淳
- 水野裕子
- 堤下敦
- 福永ちな
- セイン・カミュ
- 深沢邦之

### ナレーター
- 田中信夫（オープニングのタイトルコール、エンディングおよび各ステージのルール説明など）
- 田子千尋（各ステージの実況など）
- 阪井あかね（選手のプロフィールなど）

### 実況
- 矢野武
- 市川勝也

## 番組でのエピソード・珍事
選手全員が競技クリアできず
2008年5月1日に放送された「ダメ犬しつけ王選手権」のCHAMPION STAGEでは選手がしつけた犬による「スイム&キャッチ」（プールにボールを投げて犬に泳いで取ってこさせる）が行われたが、選手全員がこの競技を練習の段階でクリアできなかったため急遽ルール変更をして、「持ってこなくてもボールに触れれば良い」ことになったのだが歴代チャンピオンも含め結局だれもクリアできなかった。前回チャンピオンの森田は犬をプールに入れることさえ出来ずに終わってしまった。

## 主なチャンピオン
50音順に従う。ただし、最初に「全国」が付く場合は全国の後から表記する。
- アイスクリーム屋さん選手権（長谷川裕）
- アキバ王選手権（寺尾幸紘）
- 全国犬通選手権（金倉高志：ドッグキャッチ）
- SL名物パン職人選手権（ドゥーセ・ドミニク・ジョン・モリス）
- 全国大食い選手権（赤阪尊子）
- 全国お花屋さんフラワーアレンジメント選手権（柿崎順一・桜井慎）
- 全国折り紙王選手権（神谷哲史）
- 全国温泉通選手権（井上隆徳）
- カレー王選手権（金子載）
- 全国カレー屋さん選手権（森幸男）
- ガーデニング王選手権（金井良一）
- 京都・お寺・仏像・神社通選手権（外池一夫）
- ケーキ職人選手権（吉田守秀）
- サンドアート王選手権（黒潮町砂像連盟）
- 史上最強パチプロ王（大崎一万発）
- 寿司職人選手権（川澄健）
- 全国魚通選手権（さかなクン）
- ダメ犬しつけ王選手権（白川真二・白川ドッグスクール）
- 中華四天王選手権（宮本荘三）
- 手先が器用選手権（原口高陽）
- TVヒーロー王選手権（大石真司）
- 東京甘味王選手権（池田浩彰）
- 東京ラーメン王選手権（石神秀幸）
- なでしこ礼儀作法王選手権（矢島里佳）
- 似顔絵職人選手権（杉山和彦）
- バーテンダー王選手権（会津俊昭）
- 肺人間選手権（木下雅也）
- 鼻大王選手権（木村克己）
- 全国パン通選手権（南谷久子）
- フルーツカット王選手権（平野泰三・フルーツアカデミー）
- 全国プロモデラー選手権（山田卓司）
- 文房具通選手権（高畑正幸）
- ペーパークラフト王選手権（大熊光男）
- 野菜フルーツ王選手権（田村善男）
- ゆるキャラ王選手権（わたる(本州四国連絡高速道路)）
- 和菓子職人選手権（高橋弘光）

ほか多数

## テーマ曲
- 歩いてる / シャ乱Q
- RENDEZVOUS / GaGaalinG
- 約束の場所で / アツキヨ

## スタッフ
- 構成：藤岡俊幸、藤井靖大、西田哲也、政宗史子、黒岩勉
- リサーチ：フォーチュンスープ
- カメラ：堂本昌宏、谷口誠、吉田誠、築舘寛、伊藤昌行、宮川量康、丸山宗広、矢田部修、森村吉則、北篠英樹、成田伸二
- VE（ビデオエンジニア）：高橋慎吾、小林寿恵、大泉尚人、府川由孝、喜多政治、池田実、嶋原直彦、小島一、山本佳奈子、桑原勝
- 音声：西山恵美子
- 照明：水野暁夫、大郷智広、栗林智之
- 美術：薬王寺哲朗、星山隆茂、宇野純一
- 美術進行：野本和広、仙田拓也、大川啓介、四之宮克成、箱田一郎、下吉克明
- 小道具：樋口光四郎
- メイク：山田かつら
- ビジュアルフォーマット：松本哲也
- VTR編集：西本静香、三井慎一郎
- MA：長瀬貴広
- CG：エンネットワーク
- 音響効果：大久保吉久（3×7）
- タイトルロゴ：佐藤可士和
- 番宣：岡仁（テレビ東京）
- AD（アシスタントディレクター）：桜井賢一、田中里美、木幡直樹、関口誠、奈須亮三、塩田誠、仁平飛鳥、張亮、小谷中薰、柴田竜幹（ホールマン）、豊川康成、市葉純一、入山真也、佐藤雄二、河田俊（ゼロクリエイト）、露木友規之、田中晋也（テレビ東京）
- AP（アシスタントプロデューサー）：指田博俊（テレビ東京）
- キャスティング：五箇公貴（テレビ東京）
- ディレクター：高橋健二、小野元照、武井陽介、井上陽二郎、神山友和、奧山豊、稲葉則央（ホールマン）、小口基輝、本道英門、橋本崇、立野明史、西重雄、渡辺大樹（ゼロクリエイト）、角田康治、吉住理（テレビ東京）
- 演出：佐久間宣行、高砂佳典、村上徹夫（テレビ東京）、内山慶祐（ゼロクリエイト）
- 総合演出：株木亘（テレビ東京）
- プロデューサー：越山進（テレビ東京、以前は総合演出）、永井宏明（テレビ東京） / 土方教裕、新美信二、橋本元康（ホールマン）、今井勘太、酒井英樹（ゼロクリエイト）
- 技術・美術協力：テクノマックス、テレビ東京アート、CC Factory、ライズカンパニー、パワービジョン、LOOP、アビス（ABYSS）、LOGO市
- 映像協力：NHK
- 音楽協力：テレビ東京ミュージック
- 制作協力：ホールマン、零CREATE
- 製作著作：テレビ東京

## ネット局
| 放送対象地域   | 放送局         | 系列                  | ネット状況 | 備考              |
| -------------- | -------------- | --------------------- | ---------- | ----------------- |
| 関東広域圏     | テレビ東京     | テレビ東京系列        | 【制作局】 | 【制作局】        |
| 北海道         | テレビ北海道   | テレビ東京系列        | 同時ネット |                   |
| 愛知県         | テレビ愛知     | テレビ東京系列        | 同時ネット |                   |
| 大阪府         | テレビ大阪     | テレビ東京系列        | 同時ネット |                   |
| 岡山県・香川県 | テレビせとうち | テレビ東京系列        | 同時ネット |                   |
| 福岡県         | TVQ九州放送    | テレビ東京系列        | 同時ネット |                   |
| 岐阜県         | 岐阜放送       | 独立局                | 同時ネット |                   |
| 滋賀県         | びわ湖放送     | 独立局                | 同時ネット |                   |
| 奈良県         | 奈良テレビ     | 独立局                | 同時ネット |                   |
| 和歌山県       | テレビ和歌山   | 独立局                | 同時ネット |                   |
| 青森県         | 青森テレビ     | TBS系列               | 遅れネット |                   |
| 岩手県         | IBC岩手放送    | TBS系列               | 遅れネット |                   |
| 宮城県         | 東北放送       | TBS系列               | 遅れネット |                   |
| 秋田県         | 秋田放送       | 日本テレビ系列        | 遅れネット |                   |
| 山形県         | 山形放送       | 日本テレビ系列        | 遅れネット |                   |
| 福島県         | 福島テレビ     | フジテレビ系列        | 遅れネット |                   |
| 新潟県         | 新潟総合テレビ | フジテレビ系列        | 遅れネット | [ 注 1 ]          |
| 長野県         | 長野放送       | フジテレビ系列        | 遅れネット |                   |
| 富山県         | 北日本放送     | 日本テレビ系列        | 遅れネット | [ 注 2 ]          |
| 石川県         | 北陸放送       | TBS系列               | 遅れネット |                   |
| 福井県         | 福井テレビ     | フジテレビ系列        | 遅れネット |                   |
| 静岡県         | 静岡朝日テレビ | テレビ朝日系列        | 遅れネット |                   |
| 三重県         | 三重テレビ     | 独立局                | 遅れネット |                   |
| 鳥取県・島根県 | 山陰放送       | TBS系列               | 遅れネット |                   |
| 広島県         | 中国放送       | TBS系列               | 遅れネット |                   |
| 山口県         | 山口朝日放送   | テレビ朝日系列        | 遅れネット | [ 注 3 ]          |
| 徳島県         | 四国放送       | 日本テレビ系列        | 遅れネット |                   |
| 愛媛県         | 南海放送       | 日本テレビ系列        | 遅れネット |                   |
| 高知県         | 高知放送       | 日本テレビ系列        | 遅れネット |                   |
| 長崎県         | テレビ長崎     | フジテレビ系列        | 遅れネット |                   |
| 熊本県         | テレビくまもと | フジテレビ系列        | 遅れネット |                   |
| 大分県         | 大分放送       | TBS系列               | 遅れネット |                   |
| 宮崎県         | 宮崎放送       | TBS系列               | 遅れネット |                   |
| 鹿児島県       | 南日本放送     | TBS系列               | 遅れネット | [ 注 4 ]          |
| 沖縄県         | 琉球朝日放送   | テレビ朝日系列        | 遅れネット |                   |
| 日本全域       | BSジャパン     | テレビ東京系列 BS放送 | 遅れネット | [ 注 5 ] [ 注 6 ] |